# Joseph McCarney
Joseph McCarney (Irlanda, 19 de setembre de 1941 – Anglaterra, 1 d'agost de 2007) va ser un teòric i filòsof marxista irlandès.
Va créixer a Curragh (comtat de Kildare) i començà estudis de comerç en l'University College de Dublín (UCD). Deixà els estudis després d'un any i emigrà a Anglaterra, on treballà en feines diverses (venedor de bíblies, conductor de busos). De nou a l'UCD es graduà en política i història, amb una tesi sobre el moviment obrer irlandès. Marxà de nou a Anglaterra on feu de mestre de secundària, alhora que es graduà en filosofia a la Universitat de Warwick (1966-68). Professor de filosofia en la London South Bank University des del 1969. En el 1976 s'uní al grup que edità “Radical Philosophy” i en va ser col·laborador fins al 2001. Elaborà una nova perspectiva del pensament d'Hegel i Marx a la llum dels desenvolupaments del capitalisme contemporani. Bona part de la seva obra gira al voltant de la relació entre teoria i pràctica en Marx, allunyant-se de la definició de la teoria marxiana com a “ciència social crítica” i de la ideologia com a “falsa consciència”. A partir del 1986 residí amb la seua família a Lewes (East Sussex). En el 2000 es retirà de la universitat, i en el 2001 deixà de publicar-se “Radical Philosophy”. Va morir en un accident automobilístic.

## Obres
- 1980: The Real World of Ideology.
- 1990: Social Theory and the Crisis of Marxism.
- 2000: Hegel on History.